# 1285 Julietta
1285 Julietta (1933 QF) là một tiểu hành tinh vành đai chính được phát hiện ngày 21 tháng 8 năm 1933 bởi E. Delporte ở Uccle.